# Nomoneas Settentrionali
Nomoneas Settentrionali è uno dei cinque distretti dello stato di Chuuk, uno degli Stati Federati di Micronesia. Contano 14 652 abitanti (2008).
Sono composte da due isole dell'arcipelago Nomoneas: Fono, Weno.
In base alla Costituzione di Chuuk, le isole sono divise nelle municipalità di:
1. Fono (319 ab./2008)
2. Weno (12.837 ab./2008)